# Jiří Dréman
 Jiří Dréman, vlastním jménem Josef Nerad, používající pseudonym Hala (7. září 1892, Praha – 15. srpna 1946, Praha), byl český herec, kabaretiér, režisér, libretista, dramatik a novinář.

## Životopis

### Divadelní začátky
Vystupoval v kabaretu Montmartre, založeném Josefem Waltnerem, který byl střediskem české a německé pražské bohémy a v letech 1911 až 1922 fungoval v bývalé lidové tančírně Olympie v domě U tří divých v Řetězové ulici č.7 na Starém Městě. V letech 1913–1915 byl režisérem a literárním spolupracovníkem vinohradského Kabaretu U kuřího oka, založeného Františkem Fialou (používajícího zde poprvé pseudonym Ferenc Futurista) a provozovaného v Hálkově třídě na Vinohradech. Pro kabaret psal zvláště texty monologických sól. Futurista zde vystoupil např. v jeho pamfletu „Meditace při loupání buřta“. Byl také ochotnickým režisérem žižkovského divadla Deklarace.

### Červená sedma
V roce 1916 se připojil k Červené sedmě. V srpnu 1918 získal pro Červenou sedmu sál hotelu Centrál v Hybernské ulici a připravil osobně projekt jeviště i zákulisí, aniž by byla poškozena secesní výzdoba interiéru hotelu, jak jej vybudoval vídeňský architekt Ohmann. Sám také navrhl dvoulistový program a dvoubarevný emblém „Scény Červená sedma“ pro první premiéru dne 3. října 1918.
V Červené sedmě hrál, režíroval, navrhoval výpravu a umělecké plakáty, psal texty ke kabaretním písním a navrhoval figurky do pořadů. Takto napsal např. v roce 1918 postavu pro hru „Nerozhodný volič“, kterou pak vytvořil nově angažovaný Vlasta Burian, jako svůj první krok na herecké pole, neboť do té doby se zabýval pouze kabaretními či varietními výstupy. Pro Burianův sólový výstup napsal také v roce 1919 scénku „Úvahy telete“.
Na jaře 1919 byl vyslán do Brna, kde vedl pobočnou scénu Červené sedmy. Poté, co Červená sedma převzala v únoru 1920 do své správy také divadélko Rokoko, které chtěla přetvořit na revuální scénu a provozovat zde také tabarin Grigri, tak zde fungoval i jako režisér.
V sezóně 1921/1922, po finančních potížích Červené sedmy, zůstali ve vedení souboru již pouze tři osoby – Jiří Červený, Jiří Dréman a František Hvižďálek. Všichni denně vystupovali v sále hotelu Centrál a pomáhalo jim sedm dalších herců. Také vyjížděli na zájezdy mimo Prahu. Poté, co majitel hotelu Central Čeněk Bukovský vypověděl Sedmu ze svého hotelu, přesídlil zbytek souboru do vinárny Obecního domu, ale Červená sedma v roce 1922 zanikla.

### Další působení
Po odchodu z Červené sedmy působil jako autor a také ředitel Divadla Dada (1927–8) a později v Divadle Vlasty Buriana, kde hrál a občas režíroval a také autorsky působil.
Jako herec a autor spolupracoval také s Čs. rozhlasem.
V roce 1919 se v Praze Holešovicích oženil s Vilemínou Eichlerovou 1896 - 1972, se kterou měl syna Pavla Nerada 1920 - 1976, je s celou rodinou pochován na Olšanských hřbitovech.

## Citát
| „              | Objevil se nový dovedný autor Jiří Dréman. Jmenoval se občanským jménem Josef Nerad a byl synem pražského „lakýra“. Pracoval dosud hlavně pro divadlo, a to žižkovskou Deklaraci, kde originálně vypracoval hry Tylovy. V Deklaraci používal pseudonymu Hala-Dréman; když se sblížil se Sedmou a stal se jejím dalším a posledním výkonným členem, byl mu tento pseudonym „za zásluhy“ rozšířen na Halabala-Dréman. Psal hlavně sólové figurky pro Rovenského: Švandu dudáka, pana France ze zámku apod., ale Mikuláše Dačického z Heslova sehrál Dréman osobně. Všechny tyto jeho figury byly plna politických jinotajů. Obecenstvo, v němž přibývalo vojáků a důstojníků z front, je přímo hltalo. | “ |
| — Jiří Červený | |   |

## Divadelní role, výběr
- 1916 František Hvižďálek: Salome, Herodias-Herodesova manželka, Rokoko, režie Eduard Bass
- 1919 Eduard Bass: Císař a služka, Franc Josef, Červená sedma, režie Eduard Bass
- 1920 Vilém Peřina: Divná židle, šílený ministerský tajemník, Červená sedma

## Divadelní režie, výběr
- 1920 Moliere: Pán z Prasátkova, Rokoko/Grigri (Dréman kromě režie také připravil výpravu)

## Divadelní pořady/hry, výběr
- 1927 E. F. Burian, J. Dréman, J. Frejka, V. Lacina, H. Slípka, J. Trojan: Dona Kichotka, Divadlo Dada, režie Jiří Frejka[17]
- 1928 K. Balling, J. Dréman, J. Plachta, J. Trojan a spol.:BIM-BAM-REVUE, Divadlo Dada

## Filmografie
- 1926 Falešná kočička, továrník Janota, režie Svatopluk Innemann
- 1932 Anton Špelec, ostrostřelec, velitel ostrostřelců Čtvrtečka, režie Martin Frič
- 1932 Funebrák, režie Karel Lamač (Jiří Dréman byl spoluautorem části předlohy, kterou se stala jeho divadelní hra „Srážka vlaků“ – několik spoluautorů námětu filmu zde bylo uvedeno souhrnně pod pseudonymem Dr. Buffiel)[18]